# Пемза

Пемза (англ. pumice, pumice stone; нім. Bimsstein m) — вивержена гірська порода жовтого, сірого, світло-коричневого, жовтуватого, червонуватого кольору, дуже легка, пориста, губчасто-ніздрювата піноподібна (пористість не менше 60–70 %).

## Етимологія та історія
Пемза — це магматична гірська порода з пінистим виглядом. Назва походить від латинського слова pumex (що означає «пемза»), яке пов'язане з латинським словом spuma, що означає «піна». У минулі часи пемзу називали «Spuma Maris», що на латині означає «морська піна», оскільки вважалося, що пінистий матеріал є затверділою морською піною. Приблизно в 80 році до нашої ери його називали латиною «lapis spongiae» (губчастий камінь) за її пухирчасті властивості. Багато грецьких вчених вирішили, що існують різні джерела пемзи, одне з яких належить до категорії морських коралів.
Використання пемзи було дуже помітно з найдавніших часів на Криті, куди море постійно приносило пемзу з сусідніх вулканічних островів, починаючи з другої половини 16 століття до нашої ери. Французький археолог і дослідник античності Поль Фор повідомляє, що існувало 15 типів використання пемзи. Мешканці узбережжя збирали вимиту пемзу, зокрема, як будівельний матеріал, засіб для чищення, знежирювач для кераміки, як ліки від виразки та пияцтва, а також для зупинки бродіння. Її також приносили в жертву в маленьких чашах богам. Критяни вважали сіру пемзу чоловічою, а білу — жіночою.
У стародавні часи пемзу використовували для особистої гігієни, для лікування хворих, для заточування пера та для розгладжування пергаментної шкіри для книг. В Іспанії та Азії цеглу для будівництва будинків виготовляли з глини, що містить пемзу.
Приблизно в середині 19 століття в басейні німецького міста Нойвіда почалося промислове виробництво алювіальних каменів з пемзи. Німецький музей пемзи в Кальтененгерс поблизу Кобленца документує їх історію з 2014 року.
В українській науковій літературі пемза вперше описана в книзі (курсах лекцій у Києво-Могилянській академії) Ф.Прокоповича «Про досконалі змішані неживі тіла — метали, камені та інші» (1705—1709 рр.).

## Загальний опис
Порода, яка являє собою спінене скло кислих та середніх магм. Утворюється з сильно насиченого газами силікатного розплаву. Пемза утворюється, коли перегріта порода під високим тиском швидко викидається з вулкана. Незвичайна пінна конфігурація пемзи виникає через одночасне швидке охолодження. Зниження тиску створює бульбашки, які розчинені в лаві, аналогічно бульбашкам CO2, які з'являються, коли відкривається газований напій. Одночасне охолодження і скидання тиску «заморожують» бульбашки в матриці.
Пемза виникає, коли вулканічні гази, що виділяються з в'язкої магми, утворюють бульбашки, які залишаються всередині в'язкої магми, коли вона охолоджується до скла. Пемза є звичайним продуктом експлозивних вивержень (плінієве виверження або виверження плінієвого типу та ігнімбрит — вулканічна уламкова гірська порода, яка має ознаки як лав, так і пірокластичних утворень) і зазвичай утворює зони у верхніх частинах кремнієвих лав. Як правило, утворюється в результаті такого швидкого затвердіння ріолітової, рідше дацитової або трахітової лави, що мінерали не встигають викристалізуватися з розплаву. 
Густина пемзи 2,0–2,3. Об'ємна маса 0,3-0,9 г/см3, пористість 64–85 % за об'ємом — пемза плаває на воді, можливо, роками, поки зрештою не намокає й не тоне..
Велика пористість пемзи обумовлює хороші теплоізоляційні властивості, а замкнутість більшості пор — хорошу морозостійкість.
Твердість 5–6,5. Хімічно інертна. Вогнестійка. Температурний інтервал розм'якшення 1300 — 1400 °C. Хімічний склад за Р. Делі (%): SiO2 68–75; TiO2 десяті частки; Al2О3 11–14; Fe2O3 0,8–2; FeO 0,5–5; CaO 0,2–2,5; Na2O 2,5–5; K2O 1,5–5; N2O+ 1,5–3.
Пемза залягає у вигляді покривал і потоків, а також складає верхні зони інтрузивних куполів і лавових потоків. Найбільша галузь промислового споживання — будівельна індустрія. Використовують як абразив, наповнювач тощо.

## Розповсюдження і видобування
Пемзу можна знайти по всій земній кулі, в областях континентальних вулканічних проявів і підводних вулканічних проявів. Пемза може залягати у вигляді відокремлених пластоподібних тіл, що колись були лавовими потоками, але частіше складає поверхневу зону потоків кислих лав. З цих регіонів видобувають і транспортують пемзу. У 2011 році Італія та Туреччина очолили видобуток пемзи з 4 та 3 мільйонами тонн відповідно; іншими великими виробниками, що становили або перевищували мільйон тонн, були Греція, Іран, Чилі та Сирія. Крім того, родовища пемзи виявлено в деяких вулканічних областях на заході США (штати Орегон, Каліфорнія та ін.). Постачальниками пемзи також є Нова Зеландія, Німеччина (долина Рейну), Австрія, Японія та Франція. Значні родовища пемзи відомі на Камчатці та у Закавказзі (Вірменія, поблизу Єревана). Загальний обсяг світового виробництва пемзи в 2011 році оцінювався в 17 мільйонів тонн.
Найбільший виробник пемзи у світі — грецька компанія Lava SA.
Видобуток пемзи є екологічно чистим процесом оскільки магматична порода відкладається на поверхні землі у формі пухких агрегатів. Матеріал видобувається відкритим способом. Вибухові роботи непотрібні, оскільки матеріал є неконсолідованим, тому використовується лише проста техніка, така як бульдозери та екскаватори. Пемза різних розмірів потрібна для певного використання, тому дробарки і млини використовуються для отримання бажаних сортів, починаючи від грудкової, середньо-, дрібно- та тонкодисперсної пемзи.

## Використання
Пемза використовується у будівельній галузі та садівництві, зокрема, як заповнювач для легких бетонів та добавка до портландцементу, як теплоізоляційна засипка в будівництві, як вихідний матеріал для отримання абразивних порошків і гігієнічних брусків, як компонент родючих грунтів.
Історично пемза століттями використовувалася в будівництві та індустрії краси, а також у ранній медицині. Вона також використовується сьогодні як абразив, особливо в поліролях, гумках для олівців і виробництві "потертих" джинсів. Пемза також використовувалася на початку книгодрукування для виготовлення пергаментного паперу та шкіряних палітурок. Пемза використовується у фільтрах води, при локалізації хімічних розливів та все більше в індустрії домашніх тварин.
Будівництво
Пемза широко використовується для виготовлення легкого бетону та теплоізоляційних шлакоблоків низької щільності. Заповнені повітрям везикули в цій пористій породі служать хорошим ізолятором. Дрібнозерниста версія пемзи під назвою пуцолан використовується як добавка до цементу та змішується з вапном для утворення легкого, гладкого, схожого на штукатурку бетону. Цей вид бетону використовувався ще в римські часи. Римські інженери використовували його, щоб побудувати величезний купол Пантеону з додаванням пемзи в бетон для підвищення висоти конструкції. Він також широко використовувався як будівельний матеріал для багатьох акведуків.
Одним із основних застосувань пемзи сьогодні є виробництво бетону. Ця гірська порода використовувалася в бетонних сумішах протягом тисячоліть і продовжує використовуватися у виробництві бетону, особливо в регіонах, близьких до місць відкладення цього вулканічного матеріалу.
Нові дослідження доводять ширше застосування порошку пемзи в бетонній промисловості. Пемза може діяти як цементуючий матеріал у бетоні, і дослідники показали, що бетон, виготовлений із вмістом до 50% порошку пемзи, може значно підвищити довговічність.
Садівництво
Пемза покращує якість ґрунту завдяки своїм пористим властивостям; вода і гази можуть легко транспортуватися через пори, а поживні речовини можуть зберігатися в мікроскопічних отворах. Фрагменти пемзових порід є неорганічними, тому не відбувається розкладання та незначне ущільнення.
Ще одна перевага цієї неорганічної породи полягає в тому, що вона не приваблює і не приймає гриби чи комах. Оскільки дренаж дуже важливий у садівництві, з наявністю пемзи обробляти ґрунт набагато легше. Використання пемзи також створює ідеальні умови для вирощування таких рослин, як кактуси та сукуленти, оскільки це збільшує утримання води в піщаних ґрунтах і зменшує щільність глинистих ґрунтів, щоб забезпечити більше транспортування газів і води. Додавання пемзи до ґрунту покращує та збільшує рослинний покрив, оскільки коріння рослин робить схили більш стабільними, тому це допомагає зменшити ерозію. Вона часто використовується на узбіччях доріг і канавах, а також зазвичай використовується на газоні та полях для гольфу для підтримки трав’яного покриву. Хімічно пемза має нейтральний рН, ані кислу, ані лужну. 
Пемза сприяє родючості ґрунту в районах, де вона природно присутня в ґрунті через вулканічну активність. Наприклад, у горах Джемез у Нью-Мексико, предки пуебло оселилися на «пемзових ділянках» пемзи El Cajete, яка, ймовірно, утримувала більшу кількість вологи та була ідеальною для землеробства.
Рання медицина
Пемза використовується в медичній промисловості більше 2000 років. Стародавня китайська медицина використовувала мелену пемзу разом із меленою слюдою та скам’янілими кістками, доданими до чаю. Цим чаєм лікували запаморочення, нудоту, безсоння, тривожні розлади. Вважалося, що споживання цих подрібнених каменів здатне розм’якшити вузлики, а пізніше їх використовували з іншими рослинними інгредієнтами для лікування раку жовчного міхура та проблем із сечовипусканням. У західній медицині, починаючи з початку 18 століття, пемза, подрібнена до консистенції цукру, змішана з іншими інгредієнтами, використовувалася для лікування виразок переважно на шкірі та рогівці. Подібні суміші також використовувалися, щоб допомогти ранам зарубцюватися нібито більш здоровим способом.
Особистий догляд
Пемза використовується як матеріал для догляду за собою протягом тисяч років. Це абразивний матеріал, який можна використовувати у вигляді порошку або як камінь для видалення небажаного волосся чи шкіри. У Стародавньому Єгипті було поширеним видалення всього волосся на тілі для боротьби з вошами та як форма ритуального очищення за допомогою кремів, бритв і пемзи. Пемза в порошкоподібному вигляді була інгредієнтом зубних паст у Стародавньому Римі. Догляд за нігтями був дуже важливим у стародавньому Китаї; нігті доглядали за допомогою пемзи, а пемзу також використовували для видалення мозолів.
У римській поемі було виявлено, що пемза використовувалася для видалення мертвої шкіри ще в 100 році до нашої ери, і, ймовірно, раніше. Відтоді вона використовувалася протягом багатьох епох, включаючи вікторіанську. Сьогодні багато з цих методів все ще використовуються; пемза широко використовується як пілінг шкіри. Незважаючи на те, що методи видалення волосся розвивалися протягом століть, абразивні матеріали, такі як пемза, також все ще використовуються. «Пемзу» часто використовують у салонах краси під час педикюру для видалення сухої та надлишкової шкіри з нижньої частини стопи, а також мозолів.
Дрібно подрібнену пемзу додають до деяких зубних паст як засіб для полірування, подібно до римської, який легко видаляє накопичення зубного нальоту. Така зубна паста занадто абразивна для щоденного використання. Пемза також додається до потужних миючих засобів для рук (таких як лавове мило) як м’який абразив. У складі деяких марок пилових ванн для шиншил міститься порошкоподібна пемза.
Прибирання
Брусок з твердої пемзи, який іноді прикріплюють до ручки, є ефективним очисним інструментом для видалення вапняного нальоту, іржі, кілець від жорсткої води та інших плям на порцелянових приладах у домогосподарствах (наприклад, у ванних кімнатах). Це швидкий метод порівняно з такими альтернативами, як хімікати, оцет, харчова сода чи бура.

## Інтернет-ресурси
- University of Oxford image of pumice. Retrieved 2010-09-27.
- Analytical identification of single source pumice from Greek shores and ancient sites in the Levant
- On the occurrence of a pumice-rich layer in Holocene deposits of western Peloponnesus, Ionian Sea, Greece. A geomorphological and geochemical approach.
- Hess Pumice [Архівовано 2020-03-14 у Wayback Machine.] — White papers and technical info of pumice.